# Baštová (Bratislava)
Baštová ulice je úzká ulice v Starém Městě v Bratislavě v historickém centru města. Nachází se mezi ulicemi Kapucínska, Klariská a Michalská. Byla budována podél městských hradeb.

## Původní pojmenování
Její první pojmenování je z roku 1440, ale během doby vystřídala několik názvů. Postupně se jmenovala v 1440 Schlosser-Gasse (Zámečnická), v 1676 platea Seraria, v 1740 Henker-Gassl (Katova ul.), v 1742 Häncker-gässl, v 1757 Freymanns-Gasse, v 1779 Beym Freymann, v 1792 Zwinger Gass (Baštová), v 1832 Zwingergässchen, v letech 1848 - 1850 na Halácsyho plánu Zwinger Gässl, v roce 1862 Basteigasse, v roce 1879 Zwingergasse, Kekész utca a od roku 1921 jí zůstal současný název Baštová, jako výsledek poslovenštění názvu.

## Historie
Původně byla obydlena zejména židovskou částí obyvatelstva. Když Židé v čase tureckých nájezdů uprchli z města, město jim až do roku 1848 zakázalo pobyt ve městě. V roce 1760 byla na ulici vybudována studna, v roce 1768 kanalizace, v roce 1804 vodovodní potrubí. V roce 1880 měla ulice 10 domů a přibližně do současné podoby se dostala v roce 1938 regulační zastavovací úpravou.

## Zajímavosti
Baštová ulice je považována za nejužší ulici v Bratislavě. Zajímavá je i tím, že v domě číslo 7 bydlel kdysi městský kat.

## Významné budovy
Na ulici se nacházejí galerie (Nova, Open Gallery), restaurace (Michalská brána) a sídla různých společností (Nadace otevřené společnosti) a hotel (Tower Studio Apartment).